# Istanbul Kadısı
Istanbul Kadısı oder im Volksmund auch Istanbul Efendisi war im Osmanischen Reich der Titel der Person, die zugleich Präfekt (ziviler Stadtgouverneur) Istanbuls bis zur Stadtmauer und oberster Richter war. Dieses Doppel-Amt existierte von 1453 bis 1855. Nach dieser Zeit bis 1922 war der Istanbul Kadı nur noch ein höherer Richter.
Der erste Istanbul Kadı soll ein Ur-Ur-Enkel Nasreddin Hocas gewesen sein, er hieß Hızır Bey Çelebi. Der Stadtteil Kadıköy ist angeblich nach Hızır Bey benannt, der dort gelebt haben soll.